# Scleroderma franceschii
Scleroderma franceschii är en svampart som beskrevs av Macchione 2000. Scleroderma franceschii ingår i släktet Scleroderma och familjen rottryfflar.   Inga underarter finns listade i Catalogue of Life.